# Malloch Building
El Malloch Building es un edificio de apartamentos residencial privado, situado en Telegraph Hill, un barrio de San Francisco. Fue diseñado en el estilo Streamline Moderne y construido en 1937. El edificio, uno de los mejores ejemplos de su tipo en San Francisco, también se conoce como Malloch Apartments, Malloch Apartment Building, y simplemente por su dirección: 1360 Montgomery Street. Algunos lo han llamado la "Casa del Transatlántico", aunque otros edificios Modernos también han sido conocidos por ese apodo.
Diseñado por Irvin Goldstine para los arquitectos padre / hijo John "Jack" S. Malloch y John Rolph Malloch, el edificio se utilizó como lugar de rodaje en Dark Passage de 1947, una obra de cine negro protagonizada por Humphrey Bogart y Lauren Bacall.

## Diseño y construcción
El edificio estaba destinado a ser la residencia de Jack Malloch y de su hijo, John Rolph Malloch. Ambos eran socios de un estudio de arquitectura de padre e hijo con sede en San Francisco, y ambos querían vivir en Telegraph Hill con vistas a la bahía de San Francisco. Decidieron construir un apartamento que les proporcionaría buenas viviendas y también ingresos de las unidades de alquiler que poseía. Irvin Goldstine (a veces escrito Irving o Irvine) diseñó el edificio para ellos; se había graduado recientemente en la École des Beaux-Arts pero aún no había obtenido su licencia de arquitecto, por lo que no figuraba como arquitecto oficial. En su lugar, figuraron los Malloch. Goldstine no obtuvo su licencia hasta 1940, es decir, cuatro años después de que dibujara por primera vez el Malloch Building.
El sitio de construcción está en una colina empinada, por lo que la entrada a nivel de calle en el borde superior de la propiedad no es el piso más bajo. Cuatro pisos de apartamentos comienzan en la planta baja y suben, y dos pisos más, formados por un garaje para diez autos y un espacio de almacenamiento en el subsuelo, están debajo del nivel, sobresaliendo hacia el este debido a la pendiente. En 1947 se agregó un apartamento para el gerente, al extender vigas de acero desde el garaje y suspender una unidad de dos pisos con cables de acero. El ingeniero estructural WS Ellison supervisó la construcción de la estructura de marco principalmente de madera, construida sobre una base y dos pisos de servicios públicos hechos de concreto reforzado para cumplir con los exigentes requisitos estatales de estabilidad.

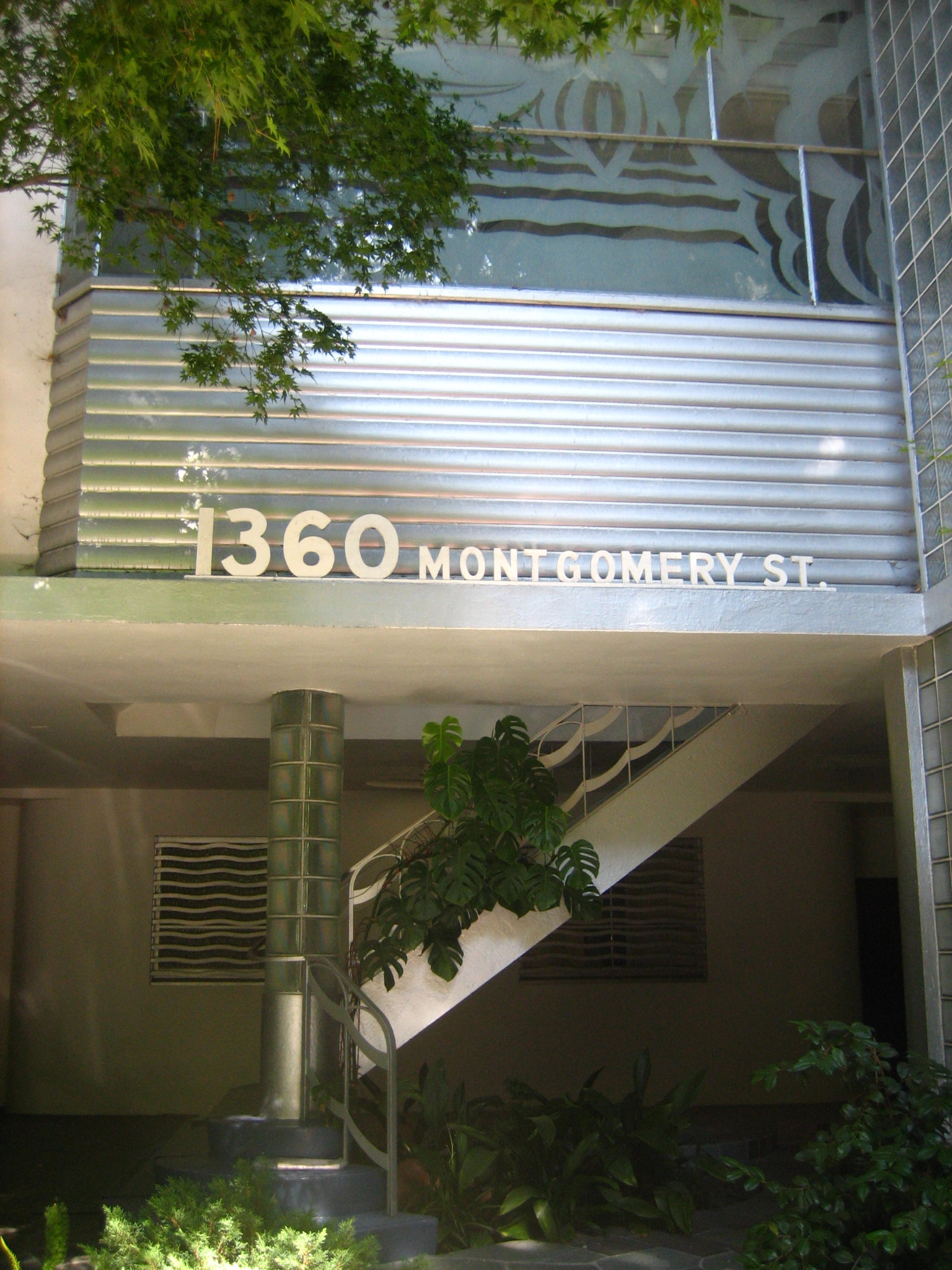
Vestíbulo al aire libre con escaleras curvas y ladrillos de vidrio

El muralista Alfred Du Pont (también conocido como Dupont) fue contratado para diseñar imágenes para decorar el exterior. Du Pont creó dos figuras plateadas en esgrafiado o yeso en relieve, de 12,2 m. de altura, colocadas en la fachada occidental del edificio, mientras que una tercera se dispuso en el lado septentrional. Du Pont aplicó hormigón coloreado al exterior y le dio forma. Flanqueando la entrada de la calle principal hay dos figuras masculinas. La imagen de la derecha, que mira hacia la izquierda, es la de un explorador español con un telescopio levantado hacia un ojo. La imagen de la izquierda mira hacia la derecha y es la de un trabajador con el torso desnudo, que sostiene un globo terráqueo, que se eleva sobre el puente de la bahía de San Francisco-Oakland, con elegantes aviones volando por encima y por debajo de él, y barcos moviéndose en la bahía. El propio puente de la bahía de San Francisco se puede ver desde la casa; se había completado el año anterior cuando se estaba construyendo el Malloch Building. A la vuelta de la esquina de la entrada principal, el tercer mural plateado muestra a una mujer vestida, el espíritu de California, de pie frente a California representada como un mapa.
El ascensor del edificio fue diseñado y agregado al vestíbulo después de que el edificio fue ocupado. Está encerrado en un eje de ladrillo de vidrio retroiluminado en un borde del vestíbulo al aire libre. Las barandillas de acero festoneadas se alinean en la escalera central, que está anclada por una columna de ladrillos de vidrio. Los diseños pulidos con chorro de arena se presentan en las ventanas de placas de vidrio sobre la entrada.
Los interiores se simplificaron en la medida de lo posible, sin toques tradicionales como molduras de zócalo. Se utilizó iluminación indirecta en todas partes. Las curvas eran abundantes, con chimeneas redondeadas rematadas con iluminación indirecta y un comedor circular con ventanales de piso a techo. Los bordes redondeados de los balcones se realzaban con ventanales redondos. Los dormitorios incluían vestidores circulares con amplio espacio de guardarropas. En algunas de las unidades se utilizó ladrillo de vidrio como material de división.
La ciudad de San Francisco notificó a los Malloch que estaban violando un código de construcción que prohibía más de tres pisos por encima de un garaje, porque el edificio tenía cuatro pisos de apartamentos por encima del garaje. Los Malloch argumentaron con éxito que su estructura retrocedía en la pendiente de Telegraph Hill, de manera que el piso superior no estaba directamente encima del garaje, por lo que ninguna parte del edificio violaba el código.

## Uso
Antes de que se terminara, el edificio se alquiló íntegramente. En 1937, los dos Malloch se mudaron a las dos suites del ático en el edificio de apartamentos de 12 unidades, cobrando el alquiler de los otros 10 inquilinos.
El Malloch Building apareció en la obra de cine negro de 1947 titulada La senda tenebrosa. En la película, Lauren Bacall invita a Humphrey Bogart, que interpretaba a un prisionero fugitivo, a su apartamento, el número 10, en el tercer piso del Malloch Building. En el apartamento, Bogart se esconde mientras se recupera de una cirugía plástica y planea limpiar su nombre. Bogart asciende con cansancio los escalones Filbert cercanos en una escena, en su camino hacia el Malloch Building. Se ha informado que los residentes actuales han colocado una silueta de Bogart en el apartamento número 10, en una ventana que da a la calle.
El propietario / ocupante John Rolph Malloch murió en 1951 a la edad de 39 años. A principios de la década de 1980, el edificio pasó de albergar apartamentos de alquiler a condominios. Los planos originales se habían perdido por el fuego, por lo que los arquitectos encargados de la renovación tuvieron que elaborar nuevos planos a partir de las medidas del edificio.
En diciembre de 1937, apareció en Architect and Engineer un artículo de seis páginas sobre el edificio. El artículo enumeraba a los propietarios y al ingeniero estructural, pero no mencionaba al arquitecto. A principios de la década de 1980, el geólogo e historiador de la arquitectura Gray Brechin descubrió que Irvin Goldstine había diseñado el edificio. Posteriormente, Brechin entrevistó a Goldstine sobre su carrera. Un artículo sobre el descubrimiento se publicó en Metro Magazine, una revista desaparecida de San Francisco. Hasta ese momento, se pensaba que el edificio había sido diseñado por los Malloch.